# Западни Мали Сунди
Западни Мали Сунди (индонежански: Nusa Tenggara Bаrat), или Западна Нуса Тенгара је једна од 34 провинције Индонезије, која се налази у западном делу Малих Сундских Острва. Главни град провинције је Матарам, смештен на острву Ломбок. Поред острва Ломбок, које се налази у источном делу провинције, друго веће острво у провинцији је Сумбава у њеном западном делу.

## Демографија
| 1980.     | 1990.     | 1995.     | 2000.     |
| --------- | --------- | --------- | --------- |
| 2.724.664 | 3.369.649 | 3.645.713 | 4.009.261 |

На острву Ломбок већинска етничка група је Сасак и мањинско становништво етничке групе са Балија. На острву Сумбава главне етничке групе су Сумбава и Бима. Свака од ових етничких група има свој локални језик. Број становника у провинцији је 2010. године био 4.496.855, од чега је 70,4% живело на оству Ломбок.